# Yane Exiane
Ne doit pas être confondu avec Léonie Yahne.
Yane Exiane, nom de scène de Camille Berthe Schlotterbech, est une actrice, artiste lyrique et mannequin française, née à Paris le 11 juin 1891  et morte à Versailles le 20 octobre 1951.

## Biographie
Camille Berthe Schlotterbech est la fille de Louis Schlotterbech, employé de magasin, et de Jeanne Lorrillaux. Elle est née dans le 10e arrondissement de Paris, le 11 juin 1891.
Sa carrière professionnelle commence chez le couturier Paul Poiret, d'abord comme simple modiste avant d'être licenciée après un scandale. Un an plus tard, elle reprend du service chez ce même couturier — peu rancunier — mais en tant que mannequin. La jeune Camille effectue un court séjour dans cette célèbre maison car elle voue une passion pour la scène de théâtre.
Elle débute au théâtre sous le nom de Mademoiselle Yahne, aux Capucines et avec les Tournées Baret, dans les années 1910, mais doit changer de nom de scène à la suite des procès que lui intente la comédienne Léonie Yahne en 1911 et 1913. Le tribunal a décidé qu'un nom de théâtre que l'on a illustré, devient bien votre propriété. C'est ainsi que Yahne devient Exiane (ex-Yahne) au théâtre et Yanne Exiane au cinéma.
Avec son nouveau pseudonyme, elle se produit principalement aux Folies Bergère, à La Cigale ou à La Scala. Exiane est également actrice de cinéma muet mais l'arrivée du cinéma parlant met fin à sa carrière.
Elle est la mère de l'actrice Rosine Deréan, abandonnée à la naissance par son père.
Yane Exiane meurt à Versailles le 20 octobre 1951, à l'âge de 60 ans.

## Théâtre
- 1913 : Un fils d'Amérique de Pierre Veber et Marcel Gerbidon,  création 29 décembre 1913, Théâtre de la renaissance: Dorette
- 1914 : Ce qu'il faut taire, pièce en 3 actes de Arthur Meyer, création 20 mai 1914, Bouffe-Parisiens : Crickette[6]
- 1915 : La Jalousie, comédie en trois actes de Sacha Guitry, 8 avril 1915,  (théâtre des Bouffes-Parisiens, 1915)
- 1921 : Simone est comme ça, comédie en 3 actes  d'Yves Mirande et Alexis Madis, 27 octobre 1921, Théâtre des Capucines[7]
- 1922 : L'Homme du Soir, comédie en 3 actes de Rip et Louis Leplay, 10 octobre 1922, Théâtre des Capucines,  (OCLC 762984492)
- 1931 : La Tuile d'argent, comédie en quatre actes  de Lucien Descaves et Henri Duvernois, Théâtre de la Potinière : Marie-Anne, directrice d'un magasin de lingerie.

## Opérettes et Revues

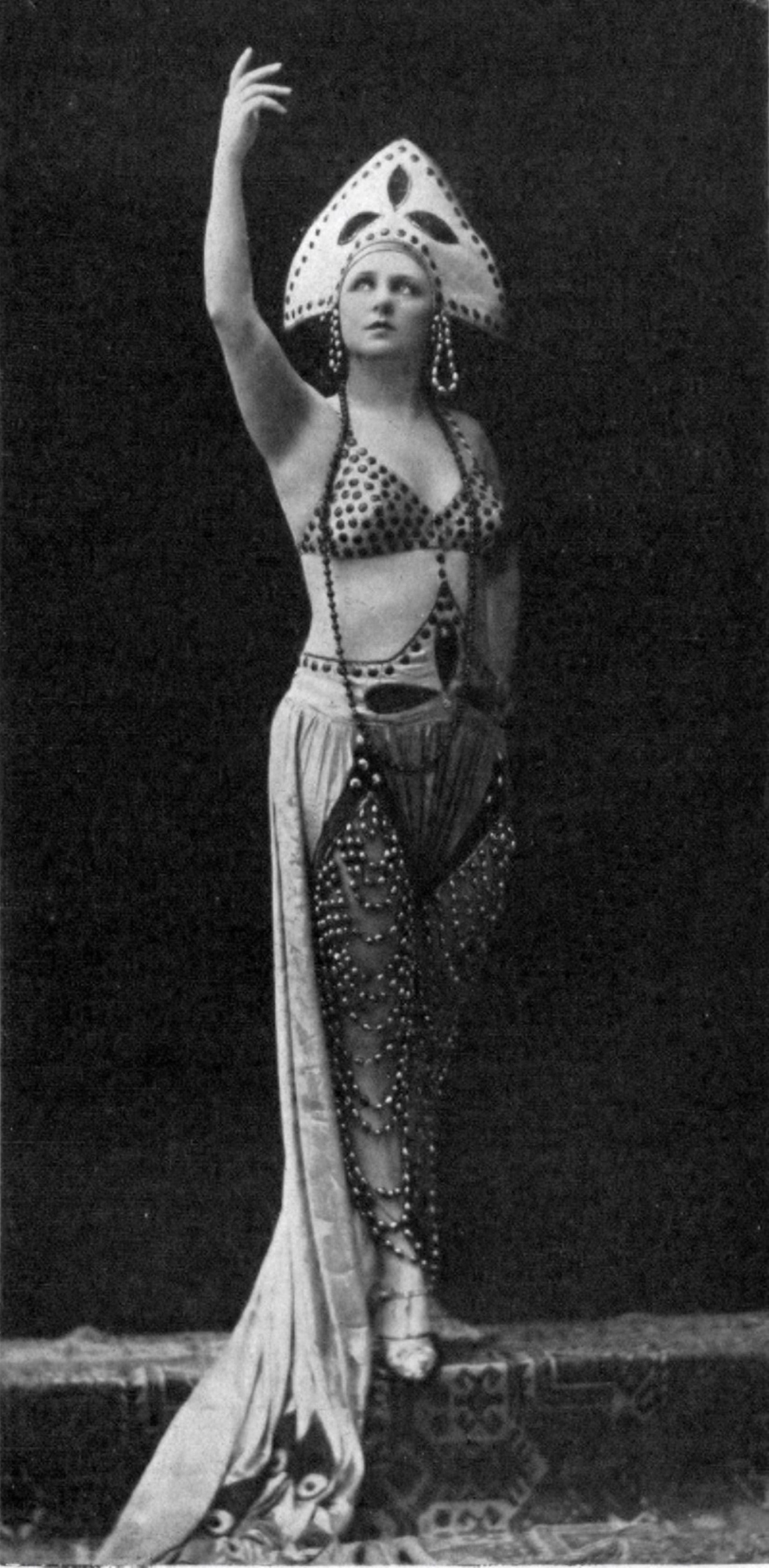
Yane Exiane aux Folies Bergère en 1923 dans L'Amour masqué, par le photographe Lucien Waléry.

- 1913 : En avant !...Mars !, revue de Lucien Boyer  et Jacques Battaille-Henri, Folies Bergère
- 1913 : Little Jap, opérette de Paul Franck, musique de Edouard Mathé, Théâtre Impérial (5, rue du Colisée/50 avenue des Champs Elysées) : Kokiou[8]
- 1913 : A Pleines Gorges, revue en deux actes, de Charles-Alexis Carpentier et Max Aghion, musique de Marcel Sauvaget, Théâtre Impérial : La Danse de demain
- 1913 :  Ohé ! Milord !, de Robert Dieudonné, Gustave Quillardet et Albert Chantrier, avec Régine Flory comme partenaire,  à La Cigale[9],[10].
- 1914 : Elles y sont toutes, revue de Jacques Battaille-Henri et Georges Arnould, avec Régine Flory, à la Scala[11],[12].
- 1916 : Revue des deux-mondes de André Barde et Michel Carré, Théâtre des Capucines
- 1916 : Paris au quinquets, revue en deux actes de Michel Carré, 3 mars 1916, Théâtre des Capucines,
- 1916 : Paris, revue en deux actes de Michel Carré, 20 mai 1916, Théâtre Michel
- 1918 : La Marraine de l'Escouade, opérette militaire,  en trois actes de André Mouëzy-Éon et Charles Daveillans, musique de Henri Moreau-Febvre, Théâtre du Vaudeville : La Marraine
- 1919 : Rhodope, opéra-comique de Louis Ganne, Théâtre des Variétés : Rhodope
- 1920 : Madame l'archiduc de Jacques Offenbach, Théâtre Mogador : La Comtesse
- 1921 : Nelly, opérette de Marcel Lattès, lyrics de Jacques Bousquet, livret de Henri Falk, 24 février 1921, Théâtre de la Gaîté-Lyrique[13],
- 1921 : La Petite fonctionnaire, comédie musicale en 3 actes d'Alfred Capus et Xavier Roux, musique André Messager, Théâtre Mogador, 14 mai 1921 : Riri, demoiselle des postes[14]
- 1921 : La Belle de Paris, opérette de Lucien Boyer et Fernand Rouvray, musique de Louis Ganne, Théâtre Apollo
- 1923 : En Pleine Folie, revue à grand spectacle, en deux actes de Louis Lemarchand,  Folies Bergère
- 1925 : Très excitante !, revue de Léo Lelièvre, Henri Varna, Fernand Rouvray, Concert Mayol, 10 janvier 1925 avec Peggy Vere et Jane Aubert[15].

## Filmographie
- 1914 : La Jolie Bretonne, court métrage de Ferdinand Zecca et René Leprince :  Simone Grandval
- 1921 : Le Talion de Charles Maudru
- 1924 : Un fil à la patte de Robert Saidreau
- 1925 : Jack de Robert Saidreau : Ida de Bargency

## Source
- Comoedia lire en ligne sur Gallica